# نوموري
النوموري (الاسم العلمي: Nemopilema) هو جنس من الحيوانات يتبع الفصيلة الجذفمية من رتبة الجذفميات.

## أنواع النوموري
هناك نوع وحيد لهذا الجنس هو:
- النوموري المعروف